# نمی‌تونم تو رو از سرم بیرون کنم
«نمی‌تونم تو رو از سرم بیرون کنم» (به انگلیسی: Can't Get You Out of My Head) تک‌آهنگی از هنرمند اهل استرالیا کایلی مینوگ است که در ۸ سپتامبر ۲۰۰۱ منتشر شد.
این تک‌آهنگ در چارت‌های کانادا، ایتالیا، والونیا، اسکاتلند، فرانسه، سوئیس، ایرلند، نروژ، استرالیا، آلمان، اسپانیا، دانمارک، سوئد، فلاندرز، نیوزلند، اتریش در رتبه اول و در چارت‌های، فنلاند، جزو ده ترانه اول قرار گرفت.